# Долгово (Островский район, Костромская область)
Долгово — деревня в Островском районе Костромской области России, входит в состав Адищевского сельского поселения.

## История
Рядом была усадьба, принадлежавшая И. Ф. Свиньину, небогатому помещику, служившему в 1812 г. в костромском ополчении. По наследству Долгово перешло к Ф. Н. Хомутову, чья дочь Наталья Федоровна была замужем за Аракчеевым.
Сейчас в деревне около 4-х жилых домов. За небольшой речкой Долгушей имеется старая школа.

## Население
| 2008 | 2010 | 2014 |
| ---- | ---- | ---- |
| 44   | ↘34  | ↗45  |